# Flemming Davanger
Flemming Davanger (Bergen, 1º aprile 1963) è un giocatore di curling norvegese.

## Biografia
Partecipò ai XVI Giochi olimpici invernali edizione disputata a Albertville (Francia) nel 1992, riuscendo ad ottenere la seconda posizione nella squadra norvegese con i connazionali Stig-Arne Gunnestad, Tormod Andreassen, Kjell Berg e Pål Trulsen. 
Nell'edizione la nazionale svizzera si classificò prima, la statunitense terza. La competizione ebbe lo status di sport dimostrativo. Vinse l'oro nel 2002 a salt lake city.